# Bradysia albanensis
Bradysia albanensis är en tvåvingeart som först beskrevs av Franz Lengersdorf 1926.  Bradysia albanensis ingår i släktet Bradysia och familjen sorgmyggor.
Artens utbredningsområde är Albanien. Inga underarter finns listade i Catalogue of Life.